# Sebastian Salas
Pour les articles homonymes, voir Salas.
Sebastian Salas est un coureur cycliste canadien né le 2 octobre 1987 à Vancouver dans la province de Colombie-Britannique.

## Biographie
Il commence sa carrière chez les professionnels avec l'équipe Exergy en 2011 et termine septième du championnat du Canada sur route. Il rejoint la Optum-Kelly Benefit Strategies pour la saison 2012. Il se distingue tout d'abord en terminant sixième du classement final du Tour of the Gila mais surtout, deux semaines plus tard, sur le Tour de Californie 2012 en remportant le maillot du meilleur grimpeur qu'il ravit à son compatriote David Boily au terme de la deuxième étape. Il défend avec succès le titre sur le parcours montagneux de la course jusqu'à l'arrivée à Los Angeles. Le mois suivant il termine neuvième du classement général du Tour de Beauce avant de prendre, la semaine suivante, la sixième place du championnat du Canada sur route.
En janvier 2014, le Centre canadien pour l’éthique dans le sport (CCES) suspend Sebastian Salas pour deux ans, pour la falsification d’un contrôle de dopage lors du Gastown Grand Prix, six mois auparavant,.

## Palmarès
- 2011
  - 2e de la Mount Hood Classic
  - 2e du Tour de White Rock
  - 3e du Tour de Walla Walla
- 2012
  - Devo Spring Classics Stage Race :
    - Classement général
    - 2e étape (contre-la-montre)

## Classements mondiaux
| Année            | 2011 | 2012 |
| ---------------- | ---- | ---- |
| UCI America Tour | 261e | 166e |